# Podocarpus rotundus
Podocarpus rotundus é uma espécie de conífera da família Podocarpaceae.
Pode ser encontrada nos seguintes países: Indonésia e o Filipinas.